# Free Spirit (Khalid)
Free Spirit è il secondo album in studio del cantante statunitense Khalid, pubblicato il 5 aprile 2019.

## Antefatti
Khalid ha annunciato il titolo sui social media il 28 febbraio. In precedenza aveva mostrato il furgone raffigurato sulla copertina in vari post.

## Cortometraggio
Ad accompagnare l'album, un cortometraggio è stato caricato sul canale YouTube di Khalid lo stesso giorno dell'uscita del disco.

## Singoli
Talk è stato pubblicato il 7 febbraio 2019 come singolo apripidta dell'album. Il 7 marzo, My Bad è uscito insieme al pre-ordine dell'album come singolo promozionale. Self è stato pubblicato il 29 marzo 2019. Il 3 aprile, Don't Pretend, in collaborazione con Safe, è stato pubblicato insieme al lancio di Free Spirit Radio su Beats 1.
L'album include anche i singoli Better e Saturday Nights dell'EP Suncity del 2018 di Khalid.

## Accoglienza
Free Spirit ha ricevuto recensioni contrastanti da parte della critica. Su Metacritic l'album ha ricevuto un punteggio medio di 58, basato su 13 recensioni.
Per il The Guardian, Alexis Petridis ha ritenuto l'album meno originale rispetto al precedente lavoro di Khalid, dichiarando che il cantante aveva poco da aggiungere al tema dell'ansia già esplorato, mostrando invece "una tendenza al cliché". Per quanto riguarda il suo aspetto musicale, si è lamentato di un lungo "ritmo sonnambulo", ma ha trovato alcune "grandi canzoni pop", come Alive e My Bad.
Più positivo è stato Robert Christgau, che ha scritto nella sua rubrica per Vice che mentre i nuovi "privilegi e guai" di Khalid potrebbero essere estranei alla maggior parte degli ascoltatori, "conserva il dono di esprimere i suoi sentimenti nelle canzoni". Christgau ha anche sottolineato che "poiché Khalid ora gode dell'accesso a materiali musicali più costosi rispetto a quando era al liceo, gli hook sono più consistenti, rendendo raro questo album, che si può ascoltare pienamente quando si alza il volume".

## Tracce
1. Intro – 3:32
2. Bad Luck – 3:51
3. My Bad – 2:43
4. Better – 3:49
5. Talk – 3:17
6. Right Back – 3:35
7. Don't Pretend (featuring Safe) – 2:45
8. Paradise – 2:54
9. Hundred – 4:37
10. Outta My Head (with John Mayer) – 2:57
11. Free Spirit – 3:02
12. Twenty One – 3:04
13. Bluffin' – 3:19
14. Self – 3:49
15. Alive – 2:51
16. Heaven – 3:33
17. Saturday Nights (bonus track) – 3:29

## Successo commerciale
Free Spirit ha debuttato in vetta alla Billboard 200 con 202.000 unità (tra di 85.000 vendite l pure) nella sua prima settimana. È il primo album numero uno nel paese di Khalid.